# Лундмоен, Эрика Хансовна
Э́рика Ха́нсовна Лу́ндмоен также известная как Эрика Лундмоен (род. 21 сентября 1997 года, Фагернес, Норвегия) — российская певица и автор песен норвежского происхождения. Ее песня «Яд» стала популярной не только в России, но и обрела свою популярность на англоязычной стороне соцсети Tiktok.

## Биография
Родилась 21 сентября 1997 года в норвежском городе Фагернесе. В возрасте шести лет вернулась с матерью в Россию. Жила в Челябинске, затем переехала в Москву. С детства проявляла интерес к музыке: самостоятельно научилась играть на гитаре, пробовала исполнять кавер-версии. В 2016 году записала первую композицию «In My Galaxy», которую выложила в интернет.  В том же году опубликовала русскую версию трека — «Оторваться от земли», которая заняла вторую строчку в региональном чарте Shazam. В 2018 году вышел сингл «Яд», ставший для исполнительницы прорывным. В 2019 году вышел дебютный альбом Лундмоен «Источник», записанный при участии Романа Варнина из «Мальбэк» и рэпера Рема Дигги. В 2020 году вышел второй альбом — «22».

## Дискография

### Альбомы
| Оценки критиков | Оценки критиков |
| Источник        | Оценка          |
| --------------- | --------------- |
| InterMedia      | [ 4 ]           |

| Оценки критиков | Оценки критиков |
| Источник        | Оценка          |
| --------------- | --------------- |
| InterMedia      | [ 5 ]           |

| Название   | Подробности                                                                      | Чарты              |
| Название   | Подробности                                                                      | RU                 |
| Название   | Подробности                                                                      | Apple Music Топ-10 |
| ---------- | -------------------------------------------------------------------------------- | ------------------ |
| «Источник» | - Релиз: 26 апреля 2019 - Лейбл: MLBC - Формат: цифровая дистрибуция             | 8                  |
| «22»       | - Релиз: 28 августа 2020 - Лейбл: Sounds Good Lab - Формат: цифровая дистрибуция | —                  |
| «МИРРА»    | - Релиз: 19 мая 2023 - Лейбл: Erika Lundmoen - Формат: цифровая дистрибуция      | —                  |

### Синглы
| Год  | Название                                     |
| ---- | -------------------------------------------- |
| 2016 | «In My Galaxy»                               |
| 2016 | «Оторваться от земли»                        |
| 2017 | «Без тебя спать»                             |
| 2017 | «Глубина»                                    |
| 2017 | «Много фальши»                               |
| 2017 | «Мир нас накажет»                            |
| 2018 | «С нас довольно»                             |
| 2018 | «Медовым закатом»                            |
| 2018 | «Яд»                                         |
| 2019 | «кривые зеркала»                             |
| 2019 | «Melancholy»                                 |
| 2019 | «Меланхолия»                                 |
| 2019 | «Кратко»                                     |
| 2020 | «Милая»                                      |
| 2020 | «В Темноте» (Эрика Лундмоен & STÁNTI)        |
| 2020 | «Сестра»                                     |
| 2021 | «Луна»                                       |
| 2021 | «Токсик»                                     |
| 2021 | «Двойной со льдом» (Эрика Лундмоен & T-fest) |
| 2023 | «ФЕРРА»                                      |
| 2023 | «ПРИДЁТСЯ МОЛЧАТЬ»                           |
| 2023 | «глаза цвета зари» (Эрика Лундмоен & PLVKSA) |

Гостевое участие
| Год  | Название                                                    |
| ---- | ----------------------------------------------------------- |
| 2019 | «За домами» (Мальбэк × Сюзанна feat. Эрика Лундмоен)        |
| 2019 | «Отпусти меня» (BRS feat. Эрика Лундмоен)                   |
| 2020 | «Krylyami» (H. Cem Dağhan feat. Erika Lundmoen)             |
| 2020 | «Sleep Without You» (H. Cem Dağhan feat. Erika Lundmoen)    |
| 2020 | «+100500» (Баста feat. Erika Lundmoen и Moscow Gospel Team) |

## Видеография
| Год  | Клип                                         | Режиссёр        |
| ---- | -------------------------------------------- | --------------- |
| 2018 | Глубина                                      | нет информации  |
| 2018 | Яд                                           | Роман Варнин    |
| 2019 | За домами (совместно с Мальбэком × Сюзанной) | Роман Варнин    |
| 2020 | Милая                                        | Мария Маковская |
| 2020 | Следы от самолётов                           | Мария Маковская |
| 2022 | Этот поцелуй                                 | Gushchina Dasha |

| Год  | Название композиции | Примечания           |
| ---- | ------------------- | -------------------- |
| 2023 | ФЕРРА               | Official snippet     |
| 2023 | Придётся молчать    | Official snippet     |
| 2023 | Чёрное облако       | Official Lyric Video |

| Год  | Фильм                                       | Примечания                                               |
| ---- | ------------------------------------------- | -------------------------------------------------------- |
| 2023 | МИРРА — Документальный фильм Эрики Лундмоен | Film and visual directors: Nika Gordeeva, Erika Lundmoen |